# Pselliophora gaudens
Pselliophora gaudens är en tvåvingeart som först beskrevs av Walker 1859.  Pselliophora gaudens ingår i släktet Pselliophora och familjen storharkrankar. Inga underarter finns listade i Catalogue of Life.